# Maiden Rock (Wisconsin)
Maiden Rock es una villa ubicada a orillas de lago Pepin —un ensanchamiento natural del río Misisipi— en el condado de Pierce en el estado estadounidense de Wisconsin. En el Censo de 2010 tenía una población de 119 habitantes y una densidad poblacional de 39,14 personas por km².

## Geografía
Maiden Rock se encuentra ubicada en las coordenadas 44°34′5″N 92°18′34″O / 44.56806, -92.30944. Según la Oficina del Censo de los Estados Unidos, Maiden Rock tiene una superficie total de 3.04 km², de la cual 3.02 km² corresponden a tierra firme y (0.6%) 0.02 km² es agua.

## Demografía
Según el censo de 2010, había 119 personas residiendo en Maiden Rock. La densidad de población era de 39,14 hab./km². De los 119 habitantes, Maiden Rock estaba compuesto por el 96.64% blancos, el 0% eran afroamericanos, el 0% eran amerindios, el 0.84% eran asiáticos, el 0% eran isleños del Pacífico, el 0% eran de otras razas y el 2.52% pertenecían a dos o más razas. Del total de la población el 0.84% eran hispanos o latinos de cualquier raza.